# Vạn Thọ, Vạn Ninh
Vạn Thọ là một xã thuộc huyện Vạn Ninh, tỉnh Khánh Hòa, Việt Nam.
Xã Vạn Thọ có diện tích 21,8 km², dân số năm 1999 là 3862 người, mật độ dân số đạt 177 người/km².